# Ersephila prema
Ersephila prema là một loài bướm đêm trong họ Geometridae.